# موشنوو
موشنوو (به چکی: Mošnov) یک منطقهٔ مسکونی در جمهوری چک است که در ناحیه نووی ییتشین واقع شده‌است. موشنوو ۱۲٫۰۷ کیلومتر مربع مساحت و ۶۹۴ نفر جمعیت دارد و ۲۵۳ متر بالاتر از سطح دریا واقع شده‌است.